# Water, lucht en liefde
Water, lucht en liefde is een album van Rowwen Hèze. Het werd op cd uitgebracht door HKM/CNR in 1997 en kwam op 12 april van dat jaar binnen in de Album Top 100. Daarin bleef het album 28 weken genoteerd, met als hoogste plaats de 3de positie. Het album werd bekroond met een gouden plaat.
Het album kenmerkt zich door het relatief grote aantal ballads. De bandleden lieten in een interview echter weten dat daarmee de kenmerkende polkamuziek niet tot het verleden van de band behoorde.

## Hoes
Zo mogelijk het meest kenmerkende aan dit album is de hoes ervan. Terwijl op het drukwerk een foto is afgebeeld van het bord "Water, Lucht" bij een tankstation, staat de tekst "EN LIEFDE" met de hand geschreven op de plastic hoes zelf. Leden van volleybalclub Avoc uit America voorzagen, samen met de bandleden zelf, iedere hoes van deze tekst. Hierdoor is ieder exemplaar ervan uniek.

## Singles
Van het album Water, Lucht en Liefde werden vier nummers op cd-single uitgebracht. In maart 1997 was dat En dan is 't mar dom, op 1 juni volgde Klompendans en op 3 oktober Lucht. Op 30 januari 1998 werd ook nog Heilige Anthonius uitgebracht.

## Nummers
| Nr. | Titel                | Schrijver(s)                      | Duur |
| --- | -------------------- | --------------------------------- | ---- |
| 1.  | Water                | Jack Poels                        | 3:34 |
| 2.  | Nacht                | Tren van Enckevort, Martin Rongen | 3:27 |
| 3.  | IJzeren Thijs        | Jack Poels                        | 2:47 |
| 4.  | Same met ow          | Jack Poels                        | 3:08 |
| 5.  | Klompendans          | Jack Poels                        | 2:57 |
| 6.  | En dan is 't mar dom | Theo Joosten, Jack Poels          | 3:21 |
| 7.  | Heilige Anthonius    | Jack Poels                        | 4:02 |
| 8.  | Irene                | Jack Poels                        | 2:45 |
| 9.  | Kerstmis             | Jack Poels                        | 3:37 |
| 10. | Wakker were          | Jack Poels                        | 3:35 |
| 11. | Zoveul joar          | Jack Poels                        | 2:00 |
| 12. | Vremd gegoan         | Jack Poels                        | 2:37 |
| 13. | Lucht                | Jack Poels                        | 2:22 |
| 14. | Liefde               | Jack Poels                        | 2:51 |